# Спортивная гимнастика на летних Олимпийских играх 1960 — опорный прыжок (мужчины)
Результаты мужских соревнований по спортивной гимнастике в опорном прыжке — одной из восьми дисциплин в спортивной гимнастике на 17-х летних Олимпийских играх 1960 года в Риме.
До 1996 г. участники чемпионатов мира и Олимпийских игр должны были выполнять обязательные упражнения, составленные Международной федерацией гимнастики (ФИЖ) и произвольные (составленные самими спортсменами с соблюдением определенных требований к трудности) упражнения. После 1996 года обязательные упражнения были отменены, и гимнасты стали исполнять на всех соревнованиях только произвольные упражнения.

## Результаты

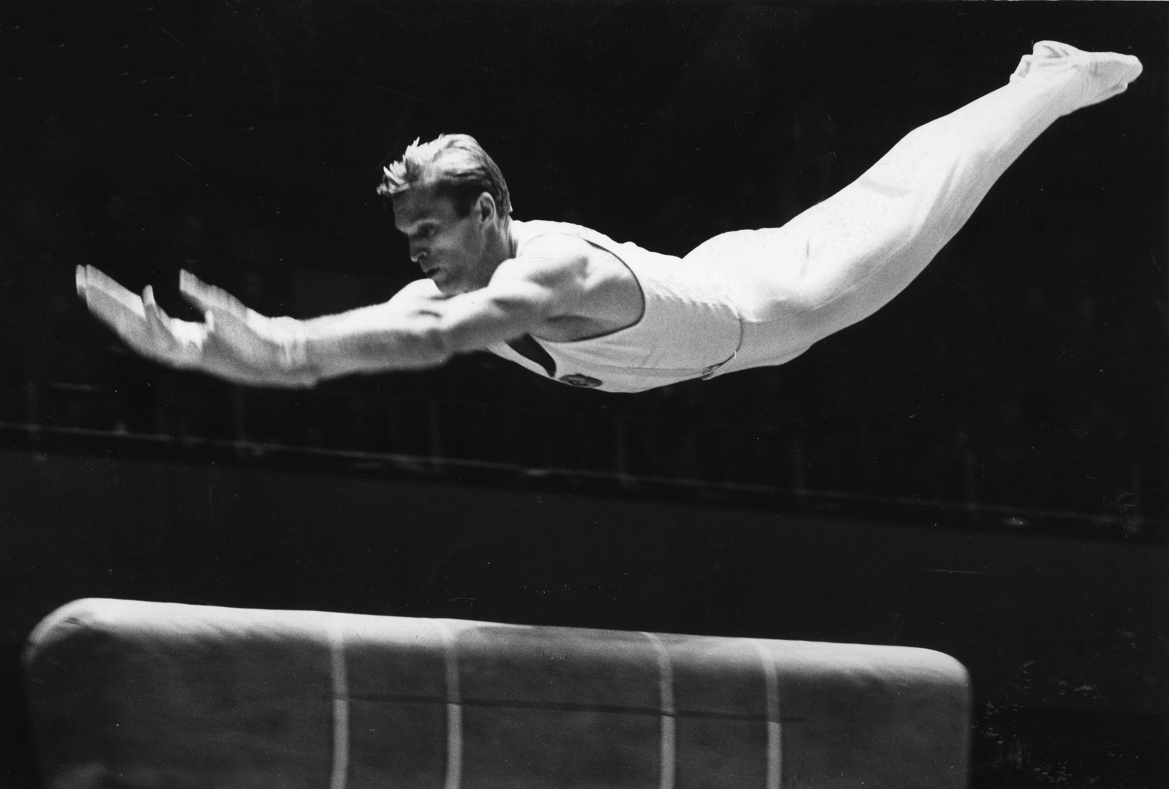
Выступление Бориса Шахлина на Олимпийских играх 1960

### Квалификация
На соревнованиях в опорном прыжке принимало участие сто тридцать гимнастов. Шесть гимнастов с максимальными результатами в квалификации вышли в финал.

### Финал
| Место | Гимнаст                 | C & V/2 | Финал | сумма  |
| ----- | ----------------------- | ------- | ----- | ------ |
|       | Борис Шахлин (СССР)     | 9.600   | 9.750 | 19.350 |
|       | Такаси Оно (Япония)     | 9.650   | 9.700 | 19.350 |
|       | Владимир Портной (СССР) | 9.625   | 9.600 | 19.225 |
| 4     | Юрий Титов (СССР)       | 9.500   | 9.700 | 19.200 |
| 5     | Юкио Эндо (Япония)      | 9.525   | 9.650 | 19.175 |
| 6     | Сюдзи Цуруми (Япония)   | 9.500   | 9.650 | 19.150 |

- C & V/2 — (упражнения обязательные + произвольные)/2